# Andrea Spezza
Andrea Spezza (ur. przed 1580 w Arogno, zm. przed 29 stycznia 1628 w Jiczynie) – włoski architekt działający w Rzeczypospolitej w latach 1618–1622 i w Czechach od 1623.

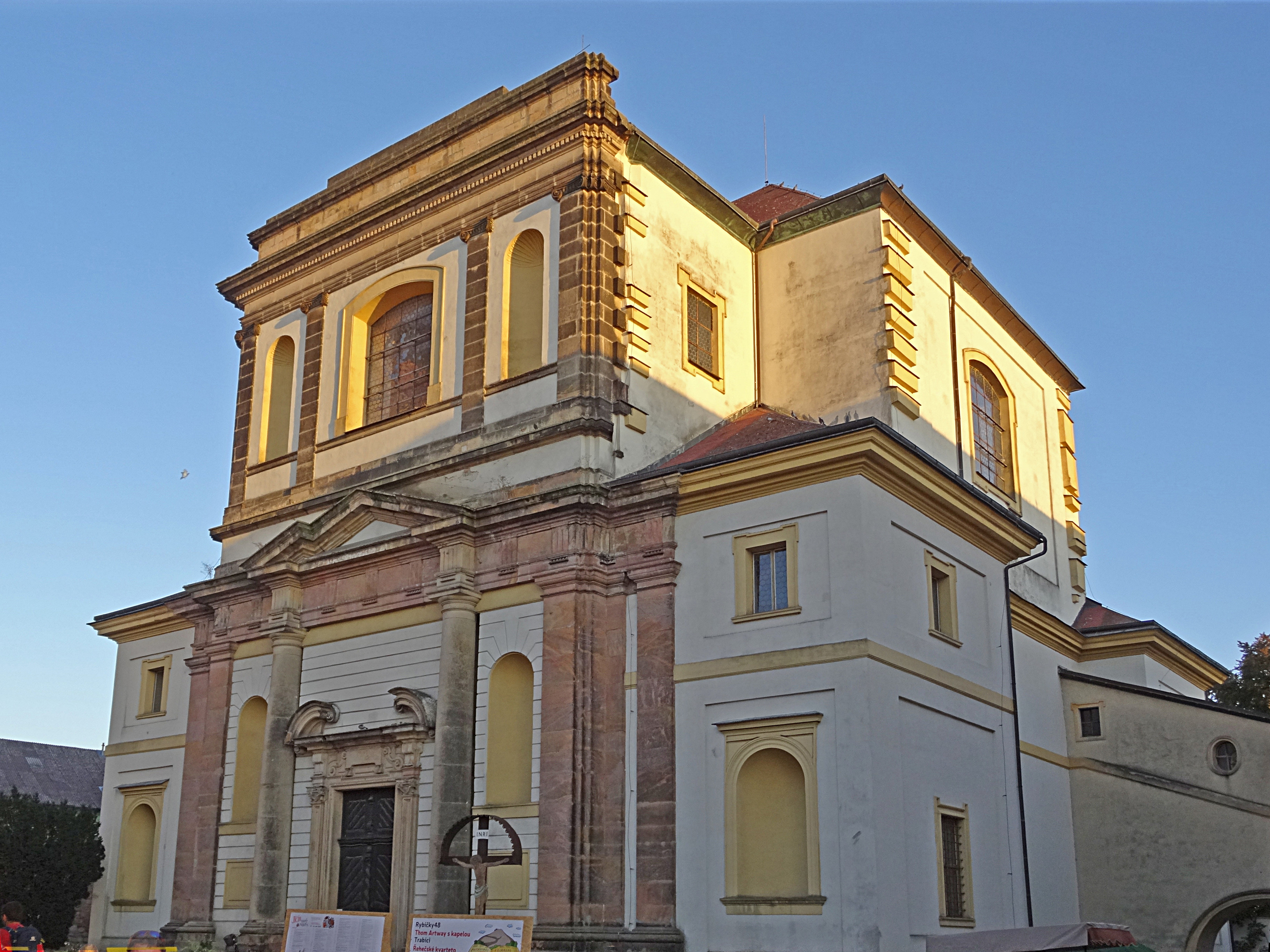
Kościół św. Jakuba w Jiczynie

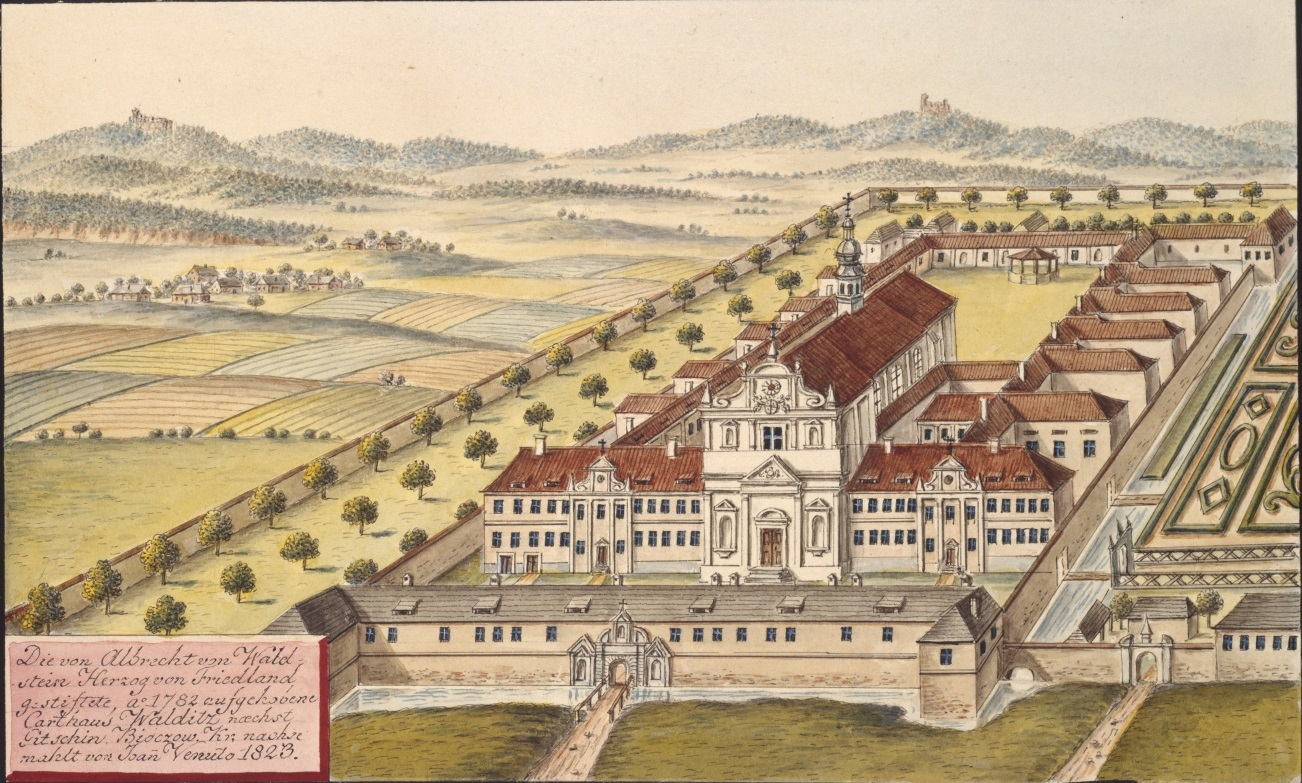
klasztor Kartuzów w Valdicach

W 1601 wyjechał z Włoch aby podjąć prace w Oldenburgu do 1616 pracował przy budowie zamku. W 1605 został zatrudniony przez Jana Gottfrieda von Aschhausena biskupa Bambergu do prac budowlanych w rezydencji biskupiej. W 1616 wyjechał do Pragi, gdzie na dworze cesarskim projektował oprawę uroczystości dworskich. W 1618 podpisał z marszałkiem Mikołajem Wolskim umowę na prace kamieniarskie w kościele kamedułów na Bielanach. Zaprojektował fasadę kościoła i zapoczątkował jej budowę (została ukończona w 1630). Wywarł duży wpływ na architekturę Małopolski. Od 1623 pracował na zlecenie Albrechta von Wallensteina projektując dla niego pałac projektując jego fasadę, pałacowa kaplicę św. Wacława. Od 1625 został naczelnym architektem projektującym budowle fundowane przez Wallensteina zwłaszcza dla Jiczyna. Prowadził pracę na odbudową zniszczonego zamku, zaprojektował układ urbanistyczny miasta i Kościół św. Jakuba. Ostatnia pracę był projekt imodel zespołu klasztornego Kartuzów w Valdicach.